# Haff

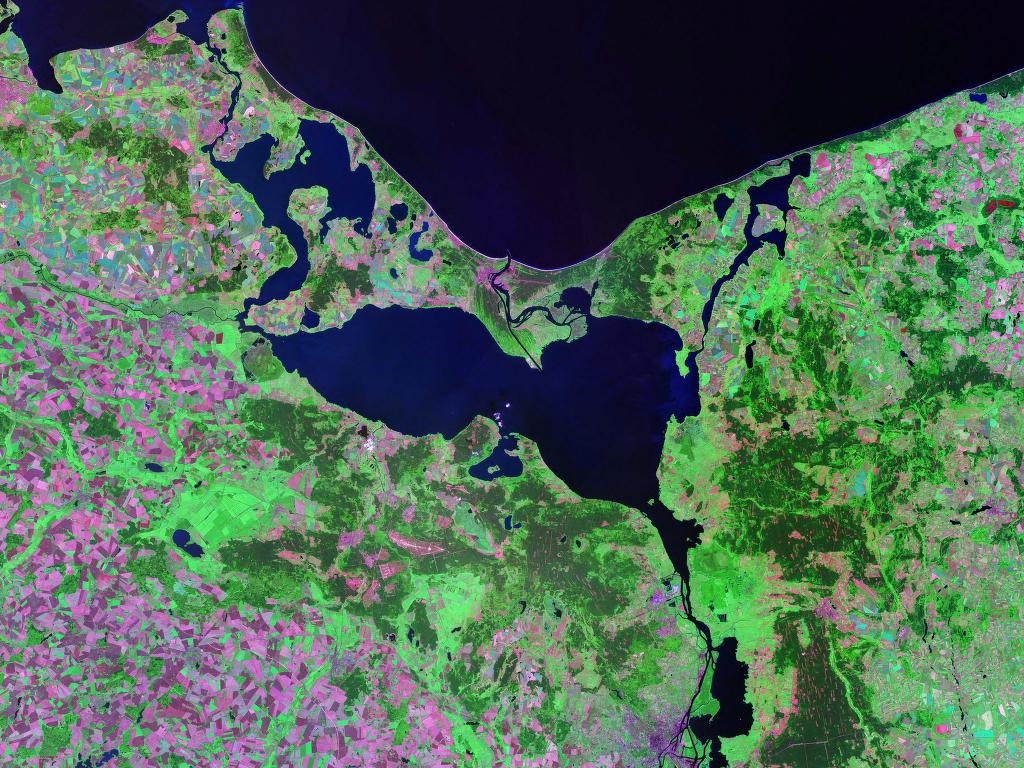
Ripresa stellitare dello Stettiner Haff e della baia della Pomerania

Lo Haff è un termine tedesco che indica un tipo particolare di laguna o comunque una zona di acqua salmastra a basso fondale separata dalla parte più profonda del mare da un'isola e nella quale affluisce un corso fluviale litoraneo. 

## Tipologia
La salinità dello Haff, a causa del cospicuo apporto di acqua dolce, è oltremodo bassa.
Si tratta di un tipo di laguna particolare delle coste del Mar Baltico. Sono famose le Haff (con i relativi fiumi): Stettiner Haff con l'Oder ed il Peene, Frisches Haff con il Pregel, Frischa e Nogat, Kurisches Haff con il Nemunas.